# 敦睦路
敦睦路是河南省郑州市一条南北走向的道路，位于郑州火车站东南，北起大同路，与福寿街相通，南至操场街接乔家门，长400米，宽40余米，是郑州的一条老商业街。

## 历史
敦睦路所在区域在清朝末年是郑州城外西郊的一片洼地，1897年兴建京汉铁路时，这块洼地被填平，大批筑路工人在此居住，因而吸引了不少商贩，形成了西市和东市两个集市。铁路通车后，东西两市日渐繁荣，原来的商户集资盖起房屋，形成了街道。经商议，取和睦相处、敦睦亲亲之意，西市命名为西敦睦里，东市命名为东敦睦里。1950年统一改叫敦睦路。
1983年在敦睦路开辟了服装市场，1994年12月开办敦睦路服装中心，为郑州重要的服装批发市场，与周边的银基商贸城等共同形成了中部地区服装批发的集散地。
2001年，郑州市对福寿街、敦睦路与乔家门贯通并进行拓宽改造，缓解了火车站地区的交通拥挤状况。